# Waldemar Hentze
Waldemar Hentze (* 2. Dezember 1902 in Berlin; † 18. Februar 1945 im Zuchthaus St. Georgen-Bayreuth) war ein deutscher Kommunist und Widerstandskämpfer gegen das NS-Regime.

## Leben
Hentze, von Beruf Dreher, war vor 1933 Mitglied der Kommunistischen Partei Deutschlands (KPD) und des Roten Frontkämpferbundes. Er leitete eine Kindergruppe. Hentze war verheiratet und lebte in Berlin-Reinickendorf. Er arbeitete bei der Zahnradfabrik Friedrich Stolzenberg & Co. und gehörte seit 1944 zur illegalen KPD-Betriebzelle um Max Sauer und Siegfried Forstreuter. Die Betriebsgruppe war Teil der Saefkow-Jacob-Bästlein-Organisation und organisierte unter anderem die Störung der Kriegsproduktion.
Am 11. Juli 1944 wurde Hentze festgenommen. Am 14. Dezember 1944 wurde er vom 1. Senat des „Volksgerichtshofes“ zu drei Jahren Gefängnis verurteilt.
Am 7. Februar 1945 wurde er von der Haftanstalt per Schleppkahn und Güterzug nach Bayreuth transportiert und kam dort völlig entkräftet an. Hentze kam am 18. Februar 1945 im Zuchthaus St. Georgen ums Leben.

## Ehrungen
- Die Belegschaft der Firma Stolzenberg hat im Januar 1946 zu Ehren ihrer vier toten Kollegen – Karl Lüdtke, Siegfried Forstreuther, Harry Harder und Waldemar Hentze – eine Gedenktafel am Werkstor in der Saalmannstraße 9 angebracht.